# 阿克塞尔·蒂尔
阿克塞尔·蒂尔（德語：Axel Tyll，1953年7月23日—），德国男子足球运动员，司职中场。他曾代表东德国奥队参加1972年夏季奥林匹克运动会足球比赛，获得一枚铜牌。